# Crinum
Crinum L. es un género de plantas bulbosas perteneciente a la familia Amaryllidaceae con vistosas flores parecidas a las de los lirios (Lilium). De hecho, el nombre Crinum deriva del griego "krinon" que significa lirio o azucena. Crinum incluye aproximadamente unas 120 especies que se distribuyen a lo largo de lagos y fuentes de agua en regiones tropicales y subtropicales de todo el mundo.

## Descripción
Son plantas herbáceas perennes que crecen a partir de bulbos gruesos de hasta 15 cm de diámetro. Las hojas son planas, muy largas y arrosetadas. 
Las flores son actinomorfas, hermafroditas, sumamente vistosas. El perigonio es infundibuliforme o rotado, compuesto de 6 tépalos unidos en su parte basal, formando un tubo cilíndrico o abierto. El androceo está compuesto por 6 estambres, los cuales pueden ser más cortos o más largos que los tépalos. Los estambres presentan filamentos filiformes y anteras versátiles, dorsifijas. El gineceo está compuesto por un ovario ínfero, trilocular, con los lóculos pauci o pluriovulados, a veces uniovulados. El estilo es filiforme y el estigma es subcapitado. El fruto es una cápsula. Las flores se hallan dispuestas en umbelas plurifloras en la extremidad de un largo escapo macizo y áfilo.

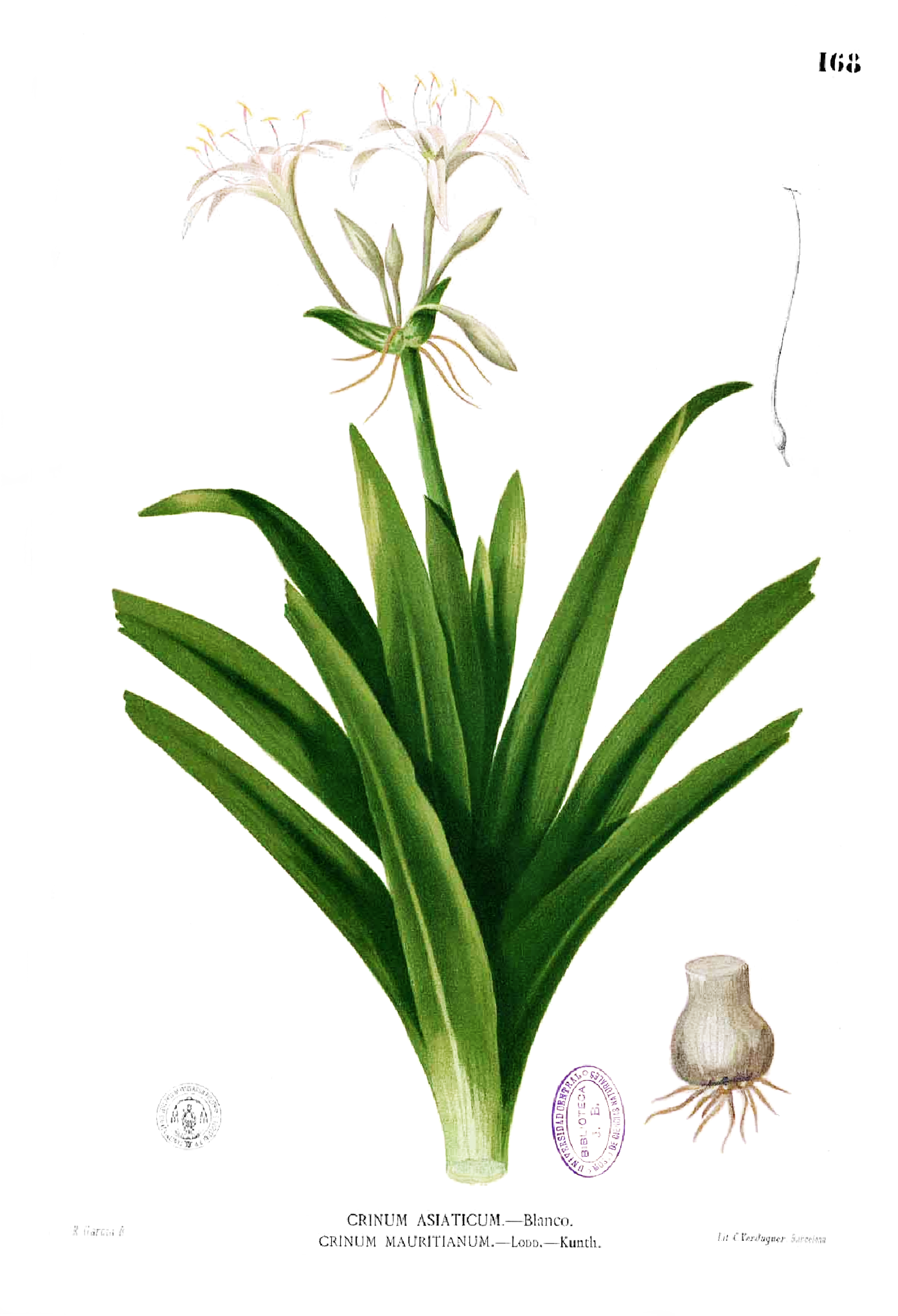
Inflorescencia, hojas y bulbo de Crinum.

## Utilización
Por sus grandes flores de hasta 15 cm de diámetro, de colores blanco, rosado o rojo y por su dulce aroma es frecuente el cultivo de varias especies e híbridos interespecíficos de Crinum como plantas ornamentales en jardines. Con este objeto se cultivan, entre otras, Crinum asiaticum, Crinum bulbispermum, Crinum americanum, Crinum moorei y Crinum longifolium. Asimismo, se cultiva el híbrido interespecífico Crinum × powellii y el híbrido intergenérico × Amarcrinum.

## Taxonomía
El género fue descrito por  Carolus Linnaeus y publicado en Species Plantarum 1: 291–292. 1753. La especie tipo es: Crinum americanum

## Especies seleccionadas
| - Crinum africanum (ahora Agapanthus africanus) - Crinum amabile - Crinum americanum - Crinum ammocharoides - Crinum asiaticum - Crinum bulbispermum - Crinum buphanoides - Crinum commelini - Crinum congolense - Crinum crassipes - Crinum crispum - Crinum darienensis - Crinum erubescens L.f. ex Aiton - lirio de Nueva Granada - Crinum giganteum - Crinum graminicola - Crinum heterostyla | - Crinum jagus - Crinum kirkii - Crinum longifolium - Crinum macowanii - Crinum moorei - Crinum ornatum (Aiton) Herb. - nardo de Chile - Crinum pedunculatum - Crinum podophyllum - Crinum powellii - Crinum purpurascens Herb. - lirio gigante, planta cebolla - Crinum sanderianum - Crinum scabrum - Crinum speciosum - Crinum urceolatum - Crinum zeylanicum (L.) L. - azucena de Ceilán |